# Talaigua Nuevo
Talaigua Nuevo est une municipalité située dans le département de Bolívar, en Colombie.